# فرودگاه ایدیوفا
فرودگاه ایدیوفا (به انگلیسی: Idiofa Airport) یک فرودگاه با کد یاتا IDF است . این فرودگاه در شهر ایدیوفا کشور جمهوری دموکراتیک کنگو قرار دارد و در ارتفاع ۷۰۱ متری از سطح دریا واقع شده‌است.